# Leptostomia
Leptostomia es un género de pterosaurio de pico largo del Cretácico medio (?Albiense-Cenomaniense) de Marruecos, Norte de África. La especie tipo es L. begaaensis, que fue nombrada y descrita en 2020 a partir de sedimentos del Grupo Kem Kem en Marruecos. Era un animal pequeño con un pico largo y delgado que se cree que se usó para explorar sedimentos en busca de gusanos y otros invertebrados, similares a los pájaros kiwi y los zarapitos. Leptostomia es probablemente un miembro de Azhdarchoidea.

## Etimología
En 2020, los paleontólogos Roy E. Smith, David Michael Martill, Alexander Kao, Samir Zouhri y Nicholas R. Longrich nombraron a la especie de pterosaurio Leptostomia begaaensis. El nombre genérico es una combinación del griego antiguo leptos (que significa "delgado") y stoma (que significa "boca"). El nombre específico se refiere al pueblo oasis Hassi El Begaa, cerca del sitio Aferdou N 'Chaft donde se encontró el pterosaurio.

## Descubrimiento
El espécimen holotipo de Leptostomia, FSAC-KK 5075, se encontró en una capa de un depósito fluvial de la Formación Ifezouane del Grupo Kem Kem en Marruecos. La edad es incierta, pero se cree que se remonta a las etapas del Cenomaniense o quizás del Albiense del Cretácico medio, hace unos 112-94 millones de años. El holotipo consta de parte del pico superior, ubicado frente a la fenestra nasoanteorbital. El espécimen FSAC-KK 5076, un segundo fósil de la especie y el espécimen paratipo de Leptostomia, consiste en la parte anterior de la sínfisis dentaria. La porción conservada de las mandíbulas inferiores puede haber estado frente al rostrum del holotipo según la interpretación de los autores, con cierta superposición. Los especímenes de Leptostomia fueron examinados por medio de una tomografía computarizada.

## Descripción
Leptostomia era un animal pequeño de pico largo con adaptaciones para sondear sedimentos. El holotipo consta de dos fragmentos de pico. Los fragmentos de Leptostomia eran en su mayoría planos y tenían paredes gruesas, inusuales para un pterosaurio. El holotipo de Leptostomia medía 48 milímetros de longitud y, a partir de esta medida, los paleontólogos han estimado una longitud de cráneo que mide entre 6 y 20 centímetros.
El hocico del animal es extremadamente alargado, solo 2.2 milímetros de profundidad en la parte delantera. Las mandíbulas no tienen dientes y están ligeramente curvadas hacia arriba, y se estrechan gradualmente hacia el frente. Las mandíbulas también estaban fuertemente aplanadas. La mandíbula superior tenía una cresta estrecha, similar a la que se ve en muchos otros pterosaurios, que se habría ocluido con un surco en la mandíbula inferior.

## Clasificación
Smith et al. sugieren que Leptostomia era un pterodactiloideo, y probablemente un miembro del clado Azhdarchoidea, pero sus afinidades siguen sin estar claras debido a la naturaleza fragmentaria de los fósiles. Debido a que no se han descrito antes pterosaurios que se parezcan mucho a Leptostomia, no está claro si pertenece a una familia conocida como Azhdarchidae o Chaoyangopteridae, o si representa un nuevo clado de azdarcoideo.

## Paleobiología
El pico de Leptostomia es diferente al de cualquier pterosaurio descrito anteriormente. En su lugar, se parece mucho a las aves que se alimentan mediante el sondeo en el sedimento, como kiwis, ibis, abubillas y agachadizas. Estas aves generalmente se alimentan de invertebrados como lombrices de tierra (en el suelo) o gusanos poliquetos, cangrejos violinistas o bivalvos (en estuarios o entornos intermareales marinos). La presa de Leptostomia podría haber sido buscada por un sistema sensible de las terminaciones nerviosas capaces de detectar movimiento en una distancia.